# أندرو كيف-براون
أندرو كيف-براون (بالإنجليزية: Andrew Cave-Brown)‏ هو لاعب كرة قدم بريطاني في مركز ظهير ‏، ولد في 5 أغسطس 1988 في غريفزند ‏ في المملكة المتحدة. شارك مع منتخب اسكتلندا تحت 19 سنة لكرة القدم ومنتخب اسكتلندا تحت 20 سنة لكرة القدم. أما مع النوادي، فقد لعب مع نادي كينغز لين ونادي ليتون أورينت ونورويتش سيتي.